# Beurk!
Beurk! (deutsch: Igitt!, internationaler Titel: Yuck!) ist ein 2024 veröffentlichter französischer animierter Kurzfilm von Loïc Espuche.

## Handlung
Léo ist der Meinung, dass es nichts Ekligeres gibt, als Paare, die sich auf den Mund küssen. Und es kommt noch schlimmer: man kann es nicht einmal ignorieren, da die Lippen der Menschen kurz bevor sie sich küssen, ganz rosa und glänzend werden. Léo und die anderen Kinder auf dem Campingplatz kichern nur und lachen die Leute aus. Doch Léo hat ein Geheimnis, von dem er seinen Freunden nichts erzählt: Er würde das Küssen eigentlich auch gerne mal ausprobieren und manchmal glitzert auch sein Mund schon ein bisschen.

## Veröffentlichung
Beurk! wurde das erste Mal am 20. Februar 2024 auf der Berlinale aufgeführt. In der Folge wurde der Film bei rund 80 Filmfestivals gezeigt, unter anderem dem BFI London Film Festival, dem Internationalen Filmfestival Warschau, dem Festival d’Animation Annecy oder dem Chicago International Film Festival.
Bei der Oscarverleihung 2025 wurde Beurk! in der Kategorie Bester animierter Kurzfilm nominiert.